# Luperomorpha xanthodera
Luperomorpha xanthodera ist ein Flohkäfer (Tribus Alticini, Unterfamilie Galerucinae) aus der Familie der Blattkäfer (Chrysomelidae).

## Merkmale
Die 2,8–4 mm langen Käfer besitzen eine schwarze oder dunkelbraune Grundfarbe. Das Pronotum ist orange-rot gefärbt. Die hinteren Femora sind verdickt.

## Verbreitung
Die Art stammt aus Ostasien (China). Seit Anfang der 2000er Jahre wurde die Käferart in Europa nachgewiesen. Sie wurde vermutlich mit der Einfuhr von Ziersträuchern eingeschleppt. Die Art wurde erstmals 2003 in England gefunden. Mittlerweile kommt sie in Mittel- und Westeuropa sowie in Italien vor.

## Lebensweise
Die Imagines ernähren sich von Pollen und Nektar verschiedener Pflanzen. Zu diesen zählen neben weiteren der Oleander (Nerium oleander), der Japanische Spindelstrauch (Euonymus japonicus), der Straucheibisch (Hibiscus syriacus), der Chinesische Klebsame (Pittosporum tobira), Rosen (Rosa), Feuerdorne (Pyracantha), Zitruspflanzen (Citrus), die Japanische Prachtspiere (Astilbe japonica) sowie der Goldlack (Erysimum cheiri). Die Larven entwickeln sich vermutlich im Wurzelwerk dieser Pflanzen. In größerer Anzahl können die Käfer Schäden in Gärtnereien und Baumschulen anrichten. Die Käferart ist zumindest in wärmeren Regionen bivoltin, das heißt, sie bildet zwei Generationen pro Jahr. Die adulten Käfer der ersten Generation beobachtet man von März bis Juli, die der zweiten Generation von Juni bis Mai. Die Art überwintert in allen Entwicklungsstadien sowie als adulte Käfer im Erdreich.